# Masacre de Diala
La masacre de Diala ocurrió el 21 de enero de 2022 cuando varios hombres armados del Estado Islámico asaltaron una base del ejército iraquí en el distrito rural de Al-Azim, en la gobernación de Diala. Al menos 11 soldados iraquíes fueron asesinado mientras dormían.

## Ataque
Los ataques comenzaron alrededor de las 3:00 a. m. cuando hombres armados ingresaron al cuartel y procedieron a disparar a los soldados dormidos antes de que los terroristas de ISIL se fueran. Once personas, diez soldados y un teniente, Zargham Luay, murieron en total. Posteriormente, el Estado Islámico se atribuyó la responsabilidad del ataque a través de Telegram. El gobierno federal iraquí condenó de inmediato el incidente y, en respuesta, lanzó un ataque aéreo de represalia contra objetivos de ISIL al sur de Hatra. Barham Salih, ex primer ministro de la región del Kurdistán, también condenó los ataques terroristas de ISIL.

## Reacciones
La masacre fue condenada por los gobiernos del Kurdistán iraquí, Turquía y los Emiratos Árabes Unidos. El presidente kurdo iraquí, Nechirvan Barzani, mantuvo una llamada telefónica con el primer ministro iraquí, Mustafa Al-Kadhimi, en la que denunció el ataque y expresó empatía al pueblo de Irak. El 25 de enero de 2022, el Consejo de Seguridad de las Naciones Unidas votó para condenar los asesinatos. El documento publicado por la ONU está disponible en tres idiomas: inglés, árabe y kurdo.